# Kathedrale der Unbefleckten Empfängnis (Bogotá)
Die Kathedrale der Unbefleckten Empfängnis, vollständig spanisch Sacro Santa Iglesia Catedral Primada Basílica Metropolitana de la Inmaculada Concepción de María, („Hochheilige Erzbischöfliche Kathedralkirche der Unbefleckten Empfängnis Mariens“, offiziell spanisch Catedral Primada de Colombia) ist eine Bischofskirche in Kolumbiens Hauptstadt Bogotá. Die Kathedrale wurde dem Patrozinium der Unbefleckten Empfängnis Mariens unterstellt.
Die Kathedrale ist Sitz des Erzbischofs von Bogotá und Primas von Kolumbien. Sie befindet sich im Stadtteil La Candelaria, dem historischen und kulturellen Zentrum der Stadt. Das Bauwerk wurde zwischen 1807 und 1823 errichtet; Papst Leo XIII. erhob die Kirche im Jahre 1902 zur Kathedrale des Bistums. Seit Nachfolger Pius X. verlieh ihr 1907 den Rang einer Basilica minor.

## Historie

### Vom ersten Kirchenbau Bogotás zur Kathedrale Kolumbiens

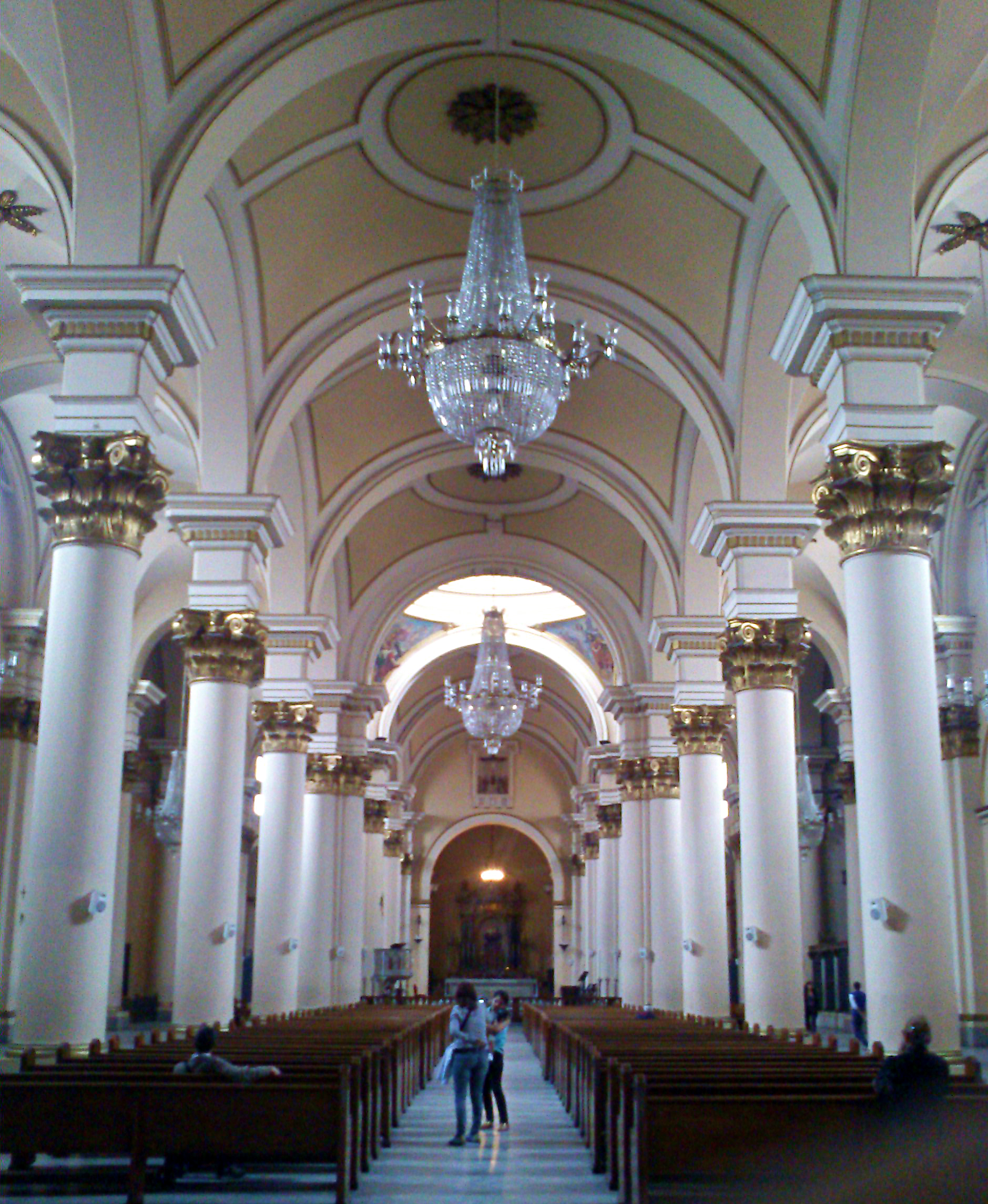
Hauptschiff der Kathedrale der Unbefleckten Empfängnis

Im Jahr 1539 wurde im Auftrag des spanischen Konquistadoren und Gründers der Stadt Bogotá, Gonzalo Jiménez de Quesada, erstmals eine Kirche in der Stadt erbaut. Am 6. August 1538 konnte die erste Heilige Messe auf der Baustelle gefeiert werden. Der gegenwärtige Kirchbau ist bereits der vierte an dieser Stelle; der erste wurde zwischen 1538 und 1550 errichtet; der zweite von 1569 bis 1572 und der dritte wurde 1806 ebenfalls abgerissen. Der Kapuziner Br. Domingo de Petres entwarf die Kathedrale, die zwischen 1807 und 1823 errichtet wurde. Der Bau wurde im Stil des Neoklassizismus auf der zentralen Plaza de Bolívar verwirklicht. Mit einigen Änderungen an dem ursprünglichen Projekt wurde die Kathedrale 1823 geweiht und ist zwischenzeitlich mehrmals restauriert worden, zuletzt 1998.

### Architektur
Die Kirche besteht aus dem Hauptschiff mit zwei Seitenschiffen; die Gewölbe aller Schiffe sind gleich hoch. Die Fassade besteht aus zwei Körpern, einer ist dorischer Ordnung, der andere und die Türme sind ionischer Ordnung. Der Kapelle der heiligen Elisabeth von Thüringen, einer von zwölf Kapellen, liegen bekannte Persönlichkeiten der kolumbianischen Geschichte und der Stadt begraben, wie der Stadtgründer Gonzalo Jiménez de Quesada, der Vorläufer der Unabhängigkeit des Landes Antonio Nariño und der Maler Gregorio Vasquez de Arce y Ceballos.  Die Kathedrale wurde 1975 in die Liste der Nationalen Denkmäler Kolumbiens aufgenommen.